# Тополовец, Желько
Желько Тополовец (хорв. Željko Topolovec, родился 22 февраля 1949 года в Джяково) — бригадир вооружённых сил Хорватии.

## Биография
Проживал с 1958 года в Загребе, где окончил школу в 1968 году. Поступил в Академию сухопутных войск СФРЮ в Белграде, которую окончил в 1972 году (артиллерист). С сентября 1972 по февраль 1973 года служил в Загребе, в Крижевци перевёлся в марте 1973 года и там служил до 13 сентября 1991 года. В 1979 году посетил Ливию, где работал инструктором вооружённых сил Ливии, в 1987 году окончил командно-штабную школу тактики в Белграде.
13 сентября 1991 года Тополовец покинул казарму Калник в Крижевцах и перешёл в Кризисный штаб общины Крижевци, лояльный сторонникам независимой Хорватии, заняв пост военного советника. В составе штаба он решал вопросы по поводу прорыва блокады военных объектов. Участник вооружённых столкновений в Западной Славонии, командовал там 15-м смешанным противотанковым артиллерийским дивизионом и занимал пост начальника артиллерии оперативной группы «Посавина». С декабря 1991 года начальник штаба оперативной группы «Посавина».
В июле 1992 года вернулся с личным составом в Крижевице, где возглавил 15-ю противотанковую пушечно-ракетную бригаду Сухопутных войск Хорватии. С 1-м дивизионом 15-й пушечно-ракетной бригады с 9 августа по 29 сентября 1991 года сражался у Петрине. С 30 сентября 1993 по октябрь 1995 года командовал 163-й Дубровникской бригадой сухопутных войск Хорватии. После завершения операции «Буря» в октябре 1995 года переведён в Управление Главного штаба вооружённых сил Хорватии по противотанковой борьбе. С октября 1997 по декабрь 2001 года (до выхода в отставку) преподавал тактику в оперативно-штабной школе, заведующий кафедрой артиллерии Военного училища сухопутных войск Хорватии.
Деятель ветеранской организации 15-й противотанковой бригады и её председатель с октября 2006 года. К 20-летию образования бригады указом президента Хорватии Иво Йосиповича награждён орденом Бана Елачича.
В 2017 году Тополовец безуспешно пытался добиться получить звание почётного гражданина Крижевцов.